# Yongmun (métro de Séoul)
Yongmun (hangeul : 용문 ; hanja : 龍門) est une station de passage de la ligne Gyeongui-Jungang du métro de Séoul. Elle est située au 21 Yongmunyeok-gil, Yongmun-myeon, dans le district de Yangpyeong, sur le territoire de la province Gyeonggi, à l'est de Séoul en Corée du Sud. 

## Situation sur le réseau

Plan du réseau du métro de Séoul (2023)